# Phillis Emily Cunnington
Phillis Emily Cunnington (1 de noviembre de 1887 - 24 de octubre de 1974) fue una doctora, coleccionista e historiadora británica.
Junto con su marido Cecil Willett Cunnington se desempeñaron tanto en medicina y también en su colección de vestidos y accesorios y en la escritura. En 1947 la colección fue adquirida por la Galería de arte de la ciudad de Mánchester y fue abierta la Galería de vestidos de Platt Hall.

## Biografía
En 1911 estudió medicina en la Escuela de Medicina para mujeres de Londres y en 1916 realizó una licenciatura en el Colegio Real de Físicos doctorándose en 1918. Fue asistente clínico en el departamento de Ojos del Hospital Northern Royal, posteriormente como oficial médico del Centro Infant Welfare en Finchley en el noreste de Londres.
Se casó en 1918 con Cecil Willett Cunnington, un médico que se desempeñaba como capitán en el Cuerpo Médico de la Armada Real durante la Primera Guerra Mundial. Durante varios años el matrimonio tuvo una práctica conjunta desde su casa denominada Tachley House en la avenida Dollis en Finchley. Allí coleccionaban ropa y debieron construir un cobertizo grande para almacenarlas. A fines de 1930 tenían miles de disfraces y prestaron algunos para las primeras transmisiones televisivas británicas.
El matrimonio colaboró en varios libros incluyendo A History of Underclothes, uno de los pocos estudios sobre el tema en esa época. En 1945 la colección se vendió en 7,000 libras esterlinas con la esperanza de que un único comprados las adquiriera. Se estima que la colección contenía 900 vestidos, 650 sombreros o gorros, 550 tipos de ropa interior, 100 pares de zapatos, 90 chales, 100 sombrillas y 350 ejemplos de cintas. La colección también tenía 1200 publicaciones consolidadas y 2600 sin consolidar y 15000 fotografías.
En 1945, Lawrence Haward, curador de la Galería de Arte de Mánchester inició una campaña de para obtener fondos para comprar la extensa colección de los Cunnington, fue adquirida en 1947 y se inauguró la Galería de vestimenta de Platt Hall. Cecil Cunnington fue el asesor honorario de la colección.
Se mudaron a West Mersea en Essex y comenzaron a escribir una serie de cinco manuales que describen la historia del vestido en Inglaterra que completaron en 1959. Después del fallecimiento de su esposo en 1961 Cunnington siguió escribiendo sobre la temática, a veces sola y otras con la colaboración de otros.
Falleció el 24 de octubre de 1974 a los 86 años, en York, Yorkshire.